# Ido Tako
Ido Tako (hebräisch עידו טאקו; * 4. November 2001) ist ein israelischer Schauspieler.

## Leben und Karriere
Tako wuchs in Tel Aviv auf. Seine Familie väterlicherseits stammt aus dem Irak und seine Familie mütterlicherseits waren Holocaust-Überlebende aus Polen. Als er noch ein Kind war, starb seine Mutter an Krebs.
Sein Debüt gab er 2020 in der Serie Kibutznikim. Anschließend trat er 2021 in der Memory Forest auf. Außerdem spielte er in dem Film Der verschwundene Soldat die Hauptrolle. Im selben Jahr war er in der Serie Metukim zu sehen. Unter anderem bekam er 2024 in dem Netflixfilm Maria eine Hauptrolle.

## Filmografie (Auswahl)
Filme
- 2023: Boys on Film 23: Dangerous to Know
- 2023: Der verschwundene Soldat
- 2024: Come Closer
- 2024: Maria

Serien
- 2020: Kibutznikim
- 2021–2023: Sky
- 2022: Memory Forest
- 2024: Metukim
- 2024: Black Space
- 2024: HaAchayot HaMutzlachot Sheli
- 2025: The German